# Nicola Romanovič Romanov
Nicola Romanovič Romanov, principe di Russia anche noto fra gli altri come Principe Nicola Romanov, Principe Nicola di Russia, Principe Nicola Romanoff, (in russo Николай Романович Романов?, Nikolaj Romanovič Romanov; Antibes, 26 settembre 1922 – Bolgheri, 15 settembre 2014), è stato uno dei pretendenti al trono imperiale russo, presidente dell'Associazione della Famiglia Romanov.
Benché fosse senza dubbio un discendente dello zar Nicola I di Russia, la legittimità dei suoi titoli di pretendente e la sua appartenenza alla famiglia imperiale sono disconosciuti da coloro i quali considerano morganatiche le nozze dei suoi genitori, e, come tali, contrarie alle leggi di successione dinastica dei Romanov.

## Biografia

### Famiglia e infanzia
Il principe Nicola era il primo figlio del principe Roman Petrovič e della principessa Prascovia Dmitrievna, nata contessa Sheremeteva, e fratello maggiore del principe Dimitrij Romanovič Romanov. Il principe Roman Petrovič era l'unico figlio del granduca Pëtr Nikolaevič e della granduchessa Militza, figlio a sua volta del granduca Nikolaj Nikolaevič Romanov, fratello minore di Alessandro II di Russia e settimo degli otto figli di Nicola I; è dunque capostipite della linea dei Romanov detta dei Nikolaevič. Il principe Nicola crebbe ad Antibes (in Francia dopo la Rivoluzione d'ottobre s'era rifugiata gran parte della famiglia imperiale) in un ambiente domestico che usava ancora il calendario giuliano e parlava parimenti russo e francese

### Formazione ed aspirazioni marittime
Il principe Nicola ricevette un'istruzione privata in Francia, basata sul vecchio curriculum scolare della Russia zarista; nel 1936 la sua famiglia si spostò in Italia (sua nonna era sorella della regina Elena del Montenegro) dove ricevette un'ottima educazione. Voleva diventare un ufficiale di marina dall'età di dodici anni e ne convinse i genitori: tuttavia, poiché era un Romanov ed esisteva la marina sovietica e non più quella imperiale, decise di fare carriera militare in quella italiana. Iniziò così a studiare sotto la guida di un ufficiale navale italiano in pensione allo scopo di entrare all'Accademia Navale di Livorno: le sue speranze di una carriera navale vennero meno poiché i suoi requisiti fisici non si dimostrarono sufficienti agli standard di ammissioni richiesti dalla scuola.
Completò la sua formazione in Italia, diplomandosi al Liceo classico nel 1942.

### Seconda guerra mondiale e dopoguerra
Durante la seconda guerra mondiale, il principe Nicola e la sua famiglia vissero in una delle residenze del re d'Italia e, dopo l'8 settembre, restarono nascosti per nove mesi: durante l'occupazione di Roma da parte dei nazisti sua nonna, a rischio di deportazione come sorella della regina, chiese ed ottenne riparo dalla Santa Sede. Nel 1942 il governo fascista aveva offerto anche al principe Nicola la corona del restaurato regno di Montenegro, ottenendone un rifiuto.
Avrebbe voluto studiare ingegneria all'università di Roma ma la guerra glielo impedì e trovò impiego da civile per gli Alleati nella Divisione della Guerra Psicologica e nel servizio d'informazione dell'esercito statunitense. In seguito alla fine della monarchia italiana, Nicola e la sua famiglia andarono in Egitto, dove vivevano in esilio re Vittorio Emanuele III e la regina Elena e lì si dedicò all'acquisto e vendita di tabacco turco e trovando lavoro in una società di assicurazioni. Tornato in Europa all'inizio del 1950, si impiegò per la filiale di Roma della Austin Motor Company, fino al 1954. Dopo il matrimonio, ed in seguito alla morte di suo cognato, assunse la direzione dell'amministrazione delle proprietà e degli affari di sua moglie: principalmente una grande azienda agricola che diresse per 25 anni (dal 1955 al 1980), dove venivano allevati bestiame di razza Chianina e prodotto vino Chianti. Vendette l'azienda agricola nel 1982 e si trasferì a Rougemont, in Svizzera, e sei anni dopo prese la cittadinanza italiana. Infatti, rifugiato russo fin dalla nascita, era ufficialmente apolidie e per viaggiare impiegava un passaporto rilasciato dal re di Grecia, suo lontano parente.
Il principe Nicola visitò per la prima volta la Russia nel giugno 1992, quando fece da seconda guida turistica per un gruppo di uomini d'affari; è spesso apparso nei media a parlare dei Romanov, dando oltre 100 interviste televisive, e comparendo in svariati documentari televisivi come quello danese del 2003 En Kongelig familie, uno prodotto nel 2003 dalla rete France 3 dal titolo Un nom en héritage, les Romanov mentre fin dal 1999 la tv russa si era interessata a lui con un documentario prodotto dal canale NTV.

### Associazione della famiglia di Romanov
Suo padre il principe Roman Petrovič ebbe l'idea di un'associazione che riunisse i membri dell'ex famiglia imperiale a metà degli anni settanta [6]: solo dopo aver visto le carte paterne (morto questi nel 1978) il principe Nicola vide che tutto era già pronto per la creazione e scrisse a tutti i membri della famiglia Romanov che già erano stati in contatto con suo padre ed avevano dato un assenso di massima. Così l'anno dopo sorse l'Associazione della Famiglia Romanov, presidente il principe Dimitrij Aleksandrovič Romanov (figlio della sorella di Nicola II la granduchessa Xenia e del granduca Sandro) e il principe Nicola come vicepresidente; alla morte del principe Dimitrij gli successe nella carica il fratello minore il principe Vasilij ed alla sua morte il principe Nicola. L'associazione attualmente ha come membri la maggior parte dei discendenti in linea maschile dell'imperatore Nicola I, i rappresentanti dei Nikolaevič e dei Michailovič. La granduchessa Maria Vladimirovna Romanova, figlia dell'incontestato pretendente il granduca Vladimir Kirillovič Romanov non ne fa parte e non la riconosce.

### Pretese di successione
La posizione ufficiale dell'Associazione della Famiglia Romanov è che i diritti della famiglia al trono russo sono venuti meno quando l'imperatore Nicola II ha abdicato in favore di suo fratello Michail Aleksandrovič, che rifiutò il trono fintantoché una regolare assemblea costituente non avesse ratificato la cosa. In ogni caso Michele II non abdicò ma autorizzò il Governo Provvisorio a gestire il periodo transitorio; il suo regno terminò con la sua esecuzione nel 1918.
Il principe Nicola si ritiene, dopo la morte del granduca Vladimir Kirillovič nel 1992, come suo legittimo successore dinastico.
Tale ragionamento parte dal fatto che Vladimir era l'ultimo incontrastato membro maschile della dinastia ma che, avendo anch'esso compiuto un matrimonio disuguale come tutti i suoi altri parenti, sua figlia Marija Vladimirovna Romanova non ha nessun diritto superiore a quelle degli altri membri di sesso femminile della dinastia: per questo motivo Nicola, congiunto maschio più prossimo al defunto, ne è il successore. Naturalmente, con l'eccezione di Marija Vladimirovna, il principe Nicola è riconosciuto dal resto della famiglia come Capo della Casa Imperiale: tali membri sono tutti discendenti dalle nozze della granduchessa Ksenija Aleksandrovna Romanova e del granduca Aleksandr Michajlovič Romanov.
A Londra, i nuovi editori dell'Almanacco di Gotha lo riconoscono come Capo della Dinastia. Il principe Nicola, circa le nozze disuguali strette dai suoi genitori, ha detto:
Le pretese del principe Nicola erano viste con grande favore dall'attuale establishment politico russo, che si è servito di lui e di suo fratello Dimitrij in alcune cerimonie di rappresentanza legate alla dinastia imperiale: egli guidava il corteo dei Romanov durante il funerale a San Pietroburgo dell'ultimo imperatore Nicola II e della sua famiglia nel luglio 1998 e, su indicazione di Vladimir Putin, ha tessuto i rapporti con la corte danese per rendere possibile la traslazione dei resti della vedova di Alessandro III di Russia, Marija Fëdorovna (nata Dagmar di Danimarca), dalla terra natia al pantheon dinastico dei Romanov, la Cattedrale dei Santi Pietro e Paolo a San Pietroburgo nel settembre 2006.

### Matrimonio e figli
Nel 1950 il principe Nicola incontra a una festa a Roma la contessa Sveva Della Gherardesca (1930 - viv.), appartenente a una tra le più antiche famiglie nobiliari italiane: si sposano a Firenze con cerimonia civile il 31 dicembre 1951 e nella Cattedrale ortodossa di Cannes con cerimonia religiosa il 21 gennaio 1952. Hanno tre figlie:
- Principessa Natal'ja Nikolaevna Romanova (1952-viv.), sposata a Giuseppe Consolo (1948-viv.) e madre dell'attrice Nicoletta Romanoff.
- Principessa Elisabetta Nikolaevna Romanova (1956-viv.), sposata a Mauro Bonacini (1950-viv.).
- Principessa Tat'jana Nikolaevna Romanova (1961-viv.), sposata prima con Giambattista Alessandri (1958-viv.) e poi con Giancarlo Tirotti (1947-viv.).

Il principe Nicola e sua moglie vivevano a Rougemont, in Svizzera, per sette mesi ogni anno, solitamente in inverno, mentre durante il resto dell'anno soggiornavano in Italia con le loro figlie. Il principe, che ancora usava il calendario giuliano, parlava francese, russo, italiano e inglese, e leggeva in spagnolo

## Ascendenza
|                                             |                                   |                                            | Genitori                                |  |  | Nonni |  |  | Bisnonni                   |  |  | Trisnonni          |  |
|                                             |                                   |                                            |                                         |  |  |       |  |  | Nikolaj Nikolaevič Romanov |  |  | Nicola I di Russia |  |
|                                             |                                   |                                            |                                         |  |  |       |  |  | Nikolaj Nikolaevič Romanov |  |  | Nicola I di Russia |  |
|                                             |                                   | Carlotta di Prussia                        |                                         |  |  |       |  |  | Nikolaj Nikolaevič Romanov |  |  |                    |  |
| Pëtr Nikolaevič Romanov                     |                                   |                                            |                                         |  |  |       |  |  | Nikolaj Nikolaevič Romanov |  |  |                    |  |
|                                             |                                   | Alessandra di Oldenburg                    | Pietro di Oldenburg                     |  |  |       |  |  |                            |  |  |                    |  |
|                                             |                                   | Alessandra di Oldenburg                    | Pietro di Oldenburg                     |  |  |       |  |  |                            |  |  |                    |  |
|                                             |                                   | Alessandra di Oldenburg                    | Teresa di Nassau-Weilburg               |  |  |       |  |  |                            |  |  |                    |  |
| Roman Petrovič Romanov                      |                                   | Alessandra di Oldenburg                    |                                         |  |  |       |  |  |                            |  |  |                    |  |
|                                             |                                   | Nicola I del Montenegro                    | Granduca Mirko Petrović-Njegoš          |  |  |       |  |  |                            |  |  |                    |  |
|                                             |                                   | Nicola I del Montenegro                    | Granduca Mirko Petrović-Njegoš          |  |  |       |  |  |                            |  |  |                    |  |
|                                             |                                   | Nicola I del Montenegro                    | Anastasia Martinović                    |  |  |       |  |  |                            |  |  |                    |  |
| Milica del Montenegro                       |                                   | Nicola I del Montenegro                    |                                         |  |  |       |  |  |                            |  |  |                    |  |
|                                             |                                   | Milena Vukotić                             | Pietro Vukotić                          |  |  |       |  |  |                            |  |  |                    |  |
|                                             |                                   | Milena Vukotić                             | Pietro Vukotić                          |  |  |       |  |  |                            |  |  |                    |  |
|                                             |                                   | Milena Vukotić                             | Jelena Voivodić                         |  |  |       |  |  |                            |  |  |                    |  |
| Nikolaj Romanovič Romanov                   |                                   | Milena Vukotić                             |                                         |  |  |       |  |  |                            |  |  |                    |  |
|                                             | Conte Sergej Dmitrievič Šeremetev | Conte Dmitri Nikolaevič Šeremetev          |                                         |  |  |       |  |  |                            |  |  |                    |  |
|                                             | Conte Sergej Dmitrievič Šeremetev | Conte Dmitri Nikolaevič Šeremetev          |                                         |  |  |       |  |  |                            |  |  |                    |  |
|                                             | Conte Sergej Dmitrievič Šeremetev | Contessa Anna Sergeevna Šeremeteva         |                                         |  |  |       |  |  |                            |  |  |                    |  |
| Conte Dmitrij Sergeevič Šeremetev           | Conte Sergej Dmitrievič Šeremetev |                                            |                                         |  |  |       |  |  |                            |  |  |                    |  |
|                                             |                                   | Principessa Ekaterina Pavlovna Vjazemskaja | Principe Pavel Petrovič Vjazemskij      |  |  |       |  |  |                            |  |  |                    |  |
|                                             |                                   | Principessa Ekaterina Pavlovna Vjazemskaja | Principe Pavel Petrovič Vjazemskij      |  |  |       |  |  |                            |  |  |                    |  |
|                                             |                                   | Principessa Ekaterina Pavlovna Vjazemskaja | Marija Arkad'evna Stolypina             |  |  |       |  |  |                            |  |  |                    |  |
| Contessa Praskov'ja Šeremeteva              |                                   | Principessa Ekaterina Pavlovna Vjazemskaja |                                         |  |  |       |  |  |                            |  |  |                    |  |
|                                             |                                   | Conte Illarion Ivanovič Voroncov-Daškov    | Conte Ivan Illarionovič Voroncov-Daškov |  |  |       |  |  |                            |  |  |                    |  |
|                                             |                                   | Conte Illarion Ivanovič Voroncov-Daškov    | Conte Ivan Illarionovič Voroncov-Daškov |  |  |       |  |  |                            |  |  |                    |  |
|                                             |                                   | Conte Illarion Ivanovič Voroncov-Daškov    | Aleksandra Kirillovna Naryškina         |  |  |       |  |  |                            |  |  |                    |  |
| Contessa Irina Illarionovna Voroncov-Daškov |                                   | Conte Illarion Ivanovič Voroncov-Daškov    |                                         |  |  |       |  |  |                            |  |  |                    |  |
|                                             |                                   | Contessa Elizabeta Andreevna Šuvalov       | Conte Andrej Pavlovič Šuvalov           |  |  |       |  |  |                            |  |  |                    |  |
|                                             |                                   | Contessa Elizabeta Andreevna Šuvalov       | Conte Andrej Pavlovič Šuvalov           |  |  |       |  |  |                            |  |  |                    |  |
|                                             |                                   | Contessa Elizabeta Andreevna Šuvalov       | Sof'ja Michajlovna Voroncova            |  |  |       |  |  |                            |  |  |                    |  |
|                                             |                                   | Contessa Elizabeta Andreevna Šuvalov       |                                         |  |  |       |  |  |                            |  |  |                    |  |

## Titoli e trattamento
- Sua Altezza Principe Nicola Romanovič di Russia

N.B. Dall'epoca della rivoluzione russa, i membri della famiglia imperiale hanno teso a eliminare la designazione territoriale "di Russia" e a utilizzare il titolo principesco con il cognome Romanov. Tuttavia questo titolo, e anche il suo diritto al cognome Romanov sono contestati da alcuni.